# Probosciger aterrimus
Il cacatua delle palme (Probosciger aterrimus Gmelin, 1788) è un uccello della famiglia dei Cacatuidae (Psittaciformes). È l'unica specie del genere Probosciger.

È il più grande Cacatuidae esistente al mondo e possiede il becco più grande dell'ordine dei pappagalli. Il suo areale è esteso ad Australia e Nuova Guinea (Indonesia e Papua Nuova Guinea). Si tratta di uccelli tipici delle foreste. Diversamente dalla maggior parte dei cacatua, questo uccello tende a riunirsi in gruppi poco numerosi, composti da non più di otto esemplari.

## Etimologia
Probosciger deriva dalle parole greca "proboscis", che significa naso, e latina "gero", che significa portare. Il nome specifico deriva dal latino "aterrimus", cioè nerissimo.

## Descrizione

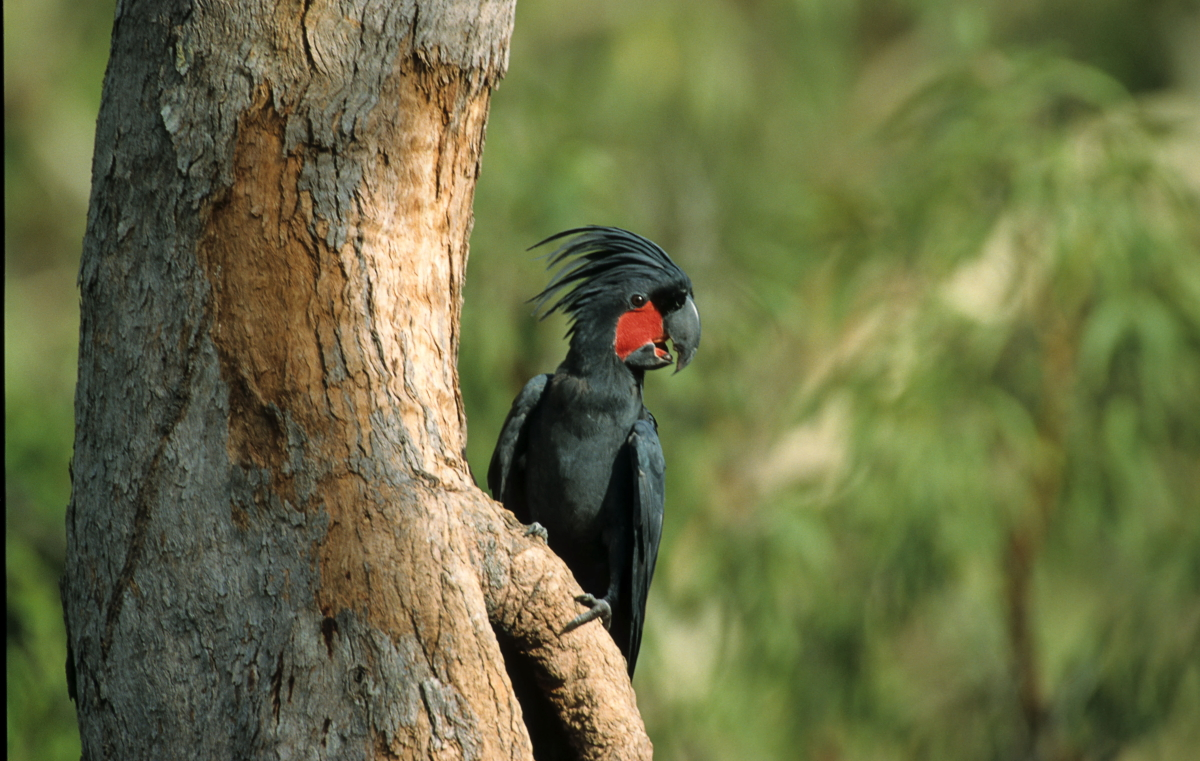
Probosciger aterrimus

Peso e lunghezza variano a seconda della sottospecie: Probosciger aterrimus aterrimus è lungo 60 cm e pesa circa 800 g per i maschi, 600 g per le femmine; P. aterrimus goliath è lungo 75 cm e pesa più di 1000 g i maschi e 850 g le femmine. La testa è completamente nera tranne sulle guance, dove invece è di un rosso brillante mentre sul resto del corpo è grigio scuro. La cresta erettile di oltre 15 cm si alza o abbassa secondo lo stato emotivo. Il colore del becco è grigio scuro mentre l'iride è marrone.
La pelle delle guance può variare di intensità in base allo loro salute o grado di stress: quando è triste o stressato assume un colorazione rosata, quando eccitato diventano di un bel rosso-vivo. La lunghezza delle ali è di circa 35 centimetri, la lunghezza della coda 24 centimetri, la lunghezza del becco 8,7-9,5 centimetri, e la lunghezza del tarso 3,5-4,1 cm. Le gambe sono implumi. La lingua è rossa con la punta nera. Gli individui non ancora sessualmente maturi sono colorati come l'adulto ma il becco e l'iride sono color corno.

## Biologia
Questa specie vive in coppie isolate o in gruppi di pochi individui nelle foreste e nelle savane e non sopra gli 800 metri. Il volo del cacatua delle palme è lento e farraginoso, la conformazione e il grosso becco di questo uccello rendono goffo il suo volo. Il becco normalmente si chiude in un solo punto determinando una grandissima pressione sulla punta, in modo da forare anche i gusci più duri. Le guance glabre e rosse, tratto unico tra i cacatuidi, sono probabilmente un adattamento che facilita la termoregolazione.
Il cacatua delle palme impiega molto tempo nella sistemazione del piumaggio, importante per la termoregolazione. La lingua è rossa con la punta nera e coperta da piccole papille che la rendono molto ruvida e permettono di estrarre pezzetti di cibo dai fori nei gusci delle noci.
Il dimorfismo sessuale consiste nella massa inferiore e nel becco ridotto nella femmina. La maturità sessuale è raggiunta a 10 anni d'età. I cacatua delle palme subiscono una muta all'inizio della stagione estiva e la stagione riproduttiva varia con il clima locale, ma di solito è da agosto a gennaio; due cacatua cercheranno di riprodursi una volta ogni due o più anni. Il nido è il tronco cavo dei vecchi eucalipti e può essere riutilizzato anche per più anni.
La competizione per riuscire a impadronirsi di un nido di qualità causa battaglie anche mortali tra pappagalli di varie specie. Trovato il nido il maschio crea una bacchetta a partire da un ramo fresco e poi percuote con essa il tronco dell'albero ascoltandone il suono prodotto, la bacchetta poi viene ridotta in brandelli che vengono deposti sul fondo del nido. Dopo diverse settimane dall'accoppiamento viene deposto un unico uovo che verrà covato per 31-35 giorni. La riproduzione è lenta e con un tasso di successo basso, in media una coppia porta all'involo solo un piccolo ogni 10 anni. Dopo 14 settimane il piccolo è pronto per lasciare il nido ed essere seguito a lungo dai genitori.
Le misurazioni della massa encefalica e della massa corporea fanno pensare che i cacatua delle palme abbiano il più alto quoziente di encefalizzazione tra tutti gli uccelli. Il ciclo vitale di un individuo può durare dai 60 anni in natura ai 90 anni in cattività.

## Sottospecie
Le sottospecie riconosciute sono quattro:
- P. a. aterrimus  (Gmelin, JF, 1788), sottospecie nominale.
- P. a. goliath  (Kuhl, 1820) ha dimensioni maggiori.
- P. a. macgillivrayi  (Mathews, 1912)
- P. a. stenolophus  (van Oort, 1911) ha dimensioni simili o maggiori di P. a. goliath e con la cresta più sottile.

## Distribuzione e habitat
P. a. aterrimus è diffuso nel sud della Nuova Guinea.
P. a. goliath diffuso in Indonesia nelle Molucche orientali (ma non sulle Isole Misool), e anche nella Nuova Guinea centrale;
P. a. macgillivrayi  vive nella Penisola di Capo York in Australia;
P. a. stenolophus nel nord della Nuova Guinea.
I cacatua delle palme vivono nei bassipiani delle foreste pluviali, nelle zone di densa savana o nei boschi monsonici, ma prediligono i margini delle foreste adiacenti ai boschi di eucalipto.

Questo pappagallo si trova anche nella savana, ma mai più lontano di qualche centinaio di metri dalla striscia di bordo di una foresta pluviale o di corsi d'acqua con foresta a galleria. Il cacatua delle palme si trova anche nella savana di Eucalyptus, in particolare se ha corsi d'acqua o laghetti. È comune anche nelle foreste di mangrovie e non si trovano sopra gli 800 metri.

## Conservazione
Oggi il cacatua delle palme non viene considerato minacciato, ma le attività umane di deforestazione e il cambiamento climatico sono considerate le principali minacce.
In Oceania, il cacatua delle palme era presente nelle seguenti sottospecie:
- P. a. aterrimus, Gmelin 1788;
- P. a. goliath, Kuhl 1820;
- P. a. macgillivrayi, Mathews[non chiaro] 1912;
- P. a. stenolophus, Oort 1911.

In tempi storici (fino al I secolo d.C. circa), la specie era presente in gran parte dell'Oceania nell'Indonesia e nella Nuova Guinea. Nell'Ottocento, con l'inizio della colonizzazione e l'arrivo delle armi da fuoco, iniziò il progressivo declino delle popolazioni: scomparve da gran parte dell'Oceania entro il XIX secolo e l'ultima popolazione indonesiana del Borneo si estinse alla fine del secolo. Rimasero solo alcuni nuclei in Australia, nelle Molucche e nella Nuova Guinea.
La progressiva riduzione dell'areale del cacatua delle palme si deve principalmente alla caccia esercitata dell'uomo, che lo considerava una delle prede più commerciabili ed ornamentali, al pari di altri pappagalli di grossa taglia. Già gli antichi popoli oceanici furono responsabili della decimazione dei cacatua delle palme in Oceania, soprattutto per cibarsene, scambiarli e venderli agli europei. Nel nord dell'Australia e in Nuova Guinea, il cacatua delle palme riuscì a sopravvivere proprio in virtù della minore presenza dell'uomo.
Prima che la popolazione del cacatua delle palme declinasse, la sua distribuzione comprendeva gran parte dell'Indonesia. Comunque, a partire dagli anni sessanta i cacatua delle palme sono scesi di numero a causa di una combinazione di fattori, soprattutto caccia, bracconaggio e distruzione dell'habitat tramite la deforestazione. Inoltre, il trattamento con pesticidi effettuato dalle compagnie di coltivazione e vendita di banane da esportazione ha giocato un ruolo significativo nella diminuzione delle popolazioni di ara scarlatta.
In Nuova Guinea è un uccello comune, eccetto vicino alle città ed ai villaggi, dove viene cacciato. La IUCN considera questo pappagallo in pericolo di estinzione a causa della distruzione incontrollata dell'habitat e della bassa proliferazione. Anche i cicloni distruggono il suo habitat. Non è molto adatto alla cattività e si è riprodotto solo in pochi allevamenti europei ed italiani.
Un altro fattore che limita lo sviluppo di questa specie è la competizione con altri cacatua, opossum e serpenti arborei che ne depredano le uova ed i nidi. Altri uccelli rapaci possono portare via anche degli esemplari adulti.
La competizione tra le specie cacatua per i siti di nidificazione è alta e può portare uova o esemplari morti, quando più cacatua lottano per il nido.
Importanza sociale ed economica per gli esseri umani verso questi cacatua è negativa, essi infatti imparano presto a rubare rapidamente, o ad accettare cibo da esseri umani, e vengono per questo tenuti lontani dalle città. Un altro motivo è che essi possono distruggere i ponti di legno e i pannelli delle case.
Inoltre, nel 1970, mantenendo i cacatua delle palme divennero popolari come animali da compagnia, e da allora sono stati oggetto di caccia per il commercio da voliera, e venivano catturati con frecce con punte in resina appiccicosa. Ci sono delle leggi che vietano l'esportazione di qualsiasi cacatua delle palme senza un permesso. Molti sono ancora esportati illegalmente e venduti come animali domestici, e non sopravvivono bene in cattività.
Singapore ha firmato il trattato di Washington solo nel 1989 e solo in tale data il commercio di questi pappagalli selvatici si è bloccato. Tali catture dirette alla popolazione selvatica sono spesso state causa una grande perdita, perché spesso li vendevano come uccelli ornamentali o adulti anche in negozi di animali: un allevamento sostenibile per questi uccelli c'è. In linea di principio questo è uno dei pappagalli più difficili da allevare.
I cacatua neri delle palme sono mostrati solo in alcuni zoo. In Germania, ad esempio, sono presenti nel Bird Park Walsrode. Molti di questi animali sono stati sequestrati dalle dogane, in particolare quelle australiane, che, a causa delle lesioni subite, a causa del trasporto nel deserto, non può sopravvivere più in natura.

## Comportamento in natura

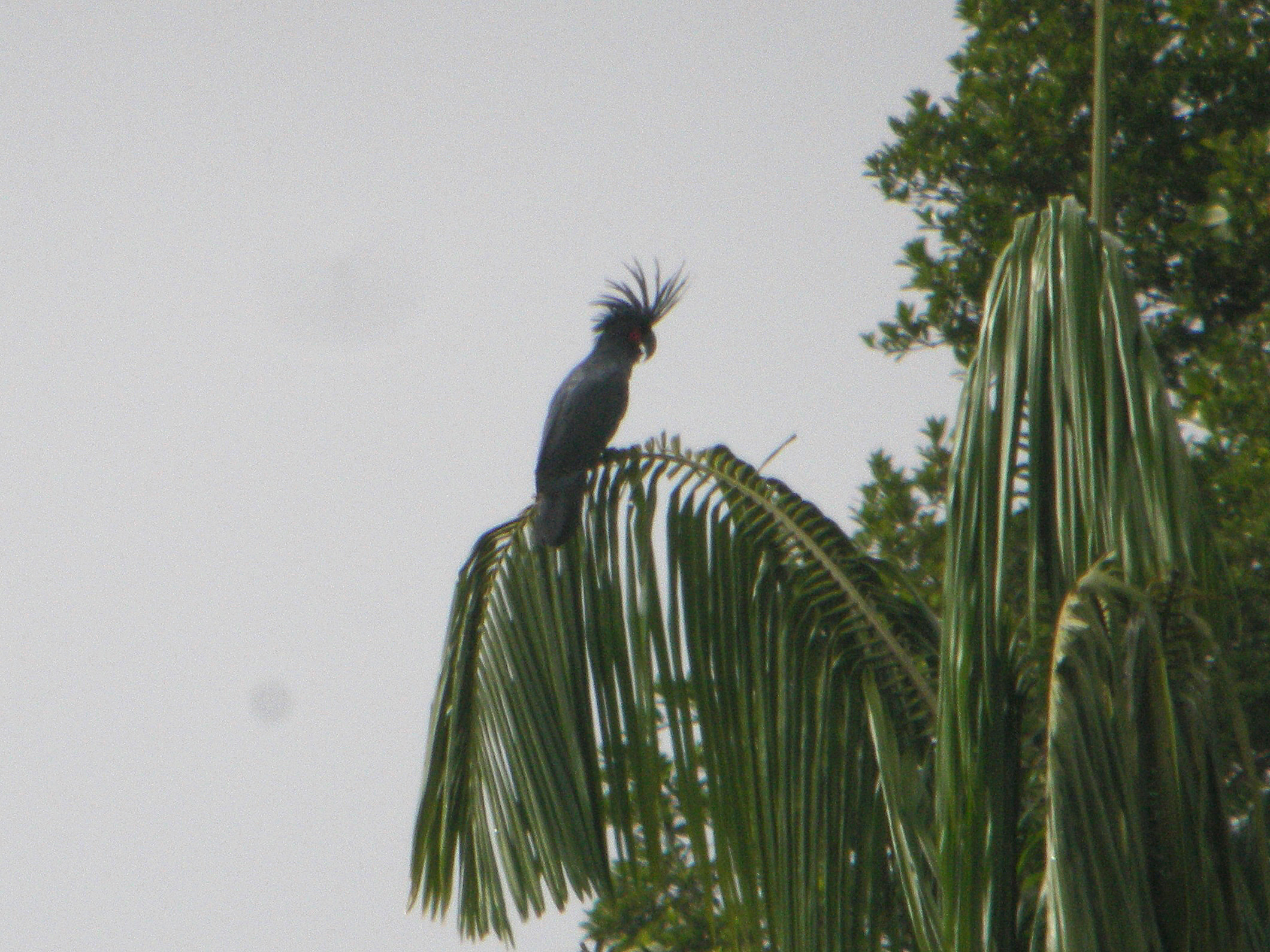
In natura questi cacatua amano risiedere nei palmeti

Il cacatua delle palme è un uccello stanziale. Si riunisce in piccoli gruppi chiassosi attivi durante il giorno e il pomeriggio per cercare cibo, mentre la notte riposa silenzioso sui rami. Quando è eccitato o quando si sente in pericolo alza la cresta e "arrossisce", perché le guance diventano rosso scure e invece di sibilare o gridare sbatte le zampe.
Vive nelle foreste e nelle savane con palmeti, qui risiede in cima agli alberi più alti o si trova in volo sopra la foresta. Maschio e femmina sono molto legati tra loro, il cacatua delle palme è, infatti, un uccello molto fedele al compagno e passano molte ore al giorno a lisciarsi a vicenda le penne. Questo comportamento rafforza il legame che si è instaurato tra i membri della coppia. Solo successivamente, nell'arco della giornata, i cacatua delle palme andranno nel gruppo dove socializzeranno con altri individui. Dopo aver socializzato le coppie vanno in disparte verso i siti di foraggiamento per alimentarsi di: larve di insetti, frutta, bacche, noci, semi, fiori e germogli. Si nutrono anche di semi di Catappa terminalia , di frutta delle palme del genere Pandanus, di viti e di ghiande di quercia d'argento. Nel territorio occupato dalla foresta più fitta può avere accesso alle seguenti piante: la guara (Cupania cubensis), yamagua (Guarea trichilioides), malagueta (Xylopia aromatica), macurije (Matayba oppositifolia), mango (Mangifera indica) e yagruma (Cecropia peltata). Dove invece prevale la savana e le palme si ciba di Byrosonima wrightiana, palma panciona (Colpothrinax wrightii), Miconia androsaemifolia e di Lyonia vaccinioides. Si alimentano in modo prevalentemente arboricolo ma a Capo York sono stati visti alimentarsi a terra con delle nocciole di Canarium australasicum. Sembra esistere una dipendenza alimentare tra i cacatua delle palme e i casuari: i cacatua mangiano i semi che sono passati nell'apparato digestivo dei casuari che invece sembrano attratti dagli alberi dai quali i cacatua fanno cadere molta frutta mentre se ne cibano. 

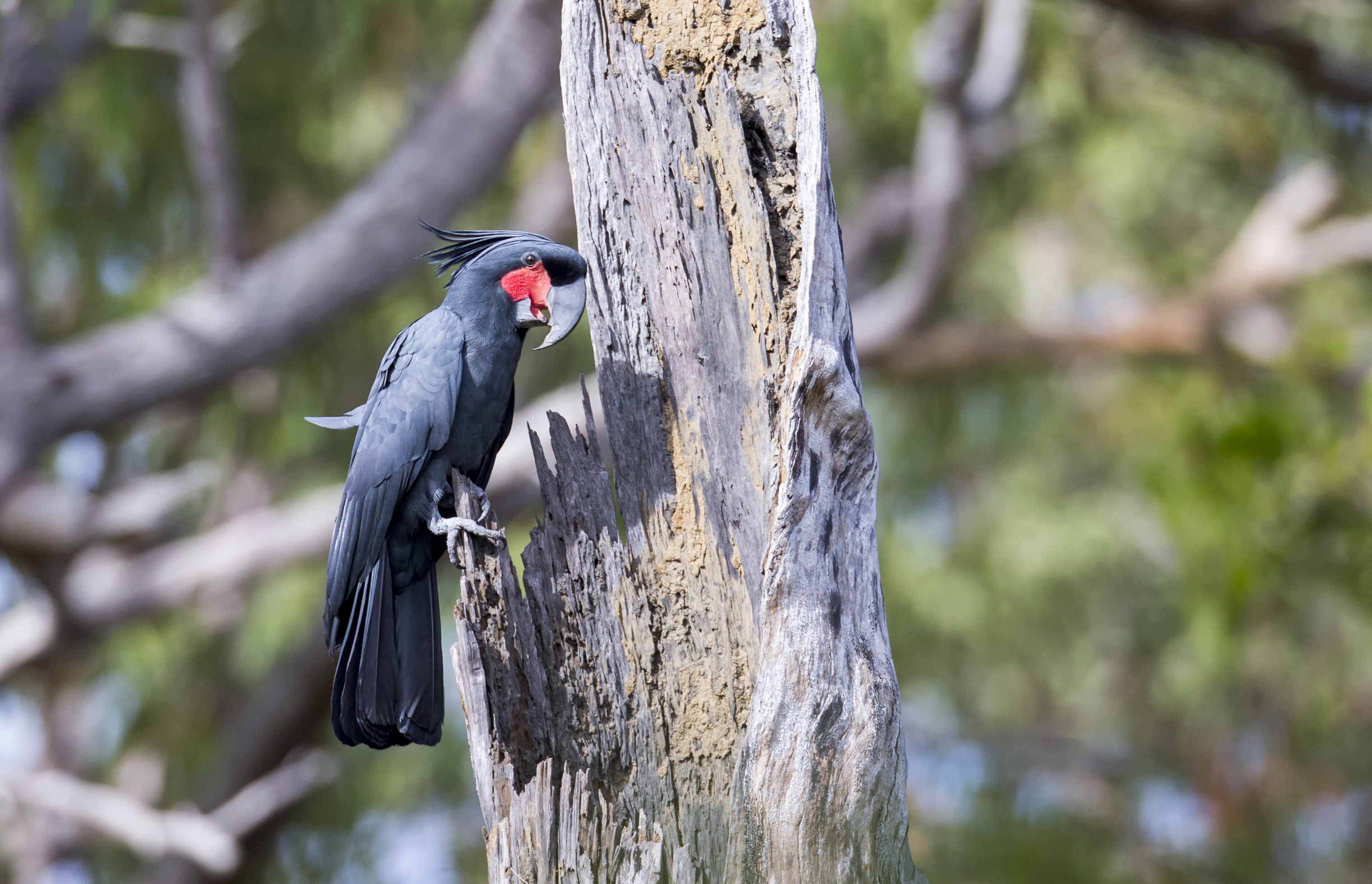
Un cacatua posato sul tronco cavo di un eucalipto morto.

Le vocalizzazioni dei cacatua delle palme sono un sistema complesso di richiami che usa diverse "sillabe" per comunicare attraverso la foresta, osservando i maschi sono state scoperte circa 30 sillabe che vengono combinate a formare lunghe e complesse sequenze vocali, ad esempio il richiamo "di contatto" è formato da due sillabe, una profonda e morbida e un'altra acuta e stridula. Essi emettono richiami acuti che ricordano il cigolio di una porta ma sono anche buoni imitatori sia dei versi di altri uccelli che della voce umana. Gli individui di questa specie sono soliti creare delle bacchette a partire da rami freschi con cui poi percuotono un tronco cavo ascoltandone attentamente il suono prodotto, si tratta dell'unico animale, a parte l'uomo, in grado di produrre un suono ritmico con degli strumenti: rami freschi, sassi o gusci di noci.

### In cattività

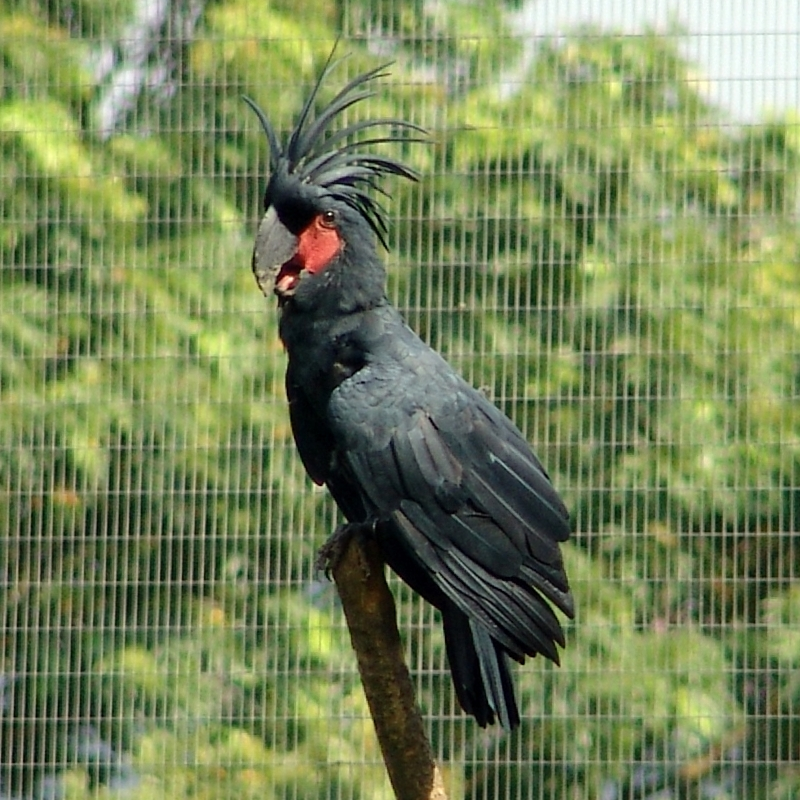
In cattività capita che questi cacatua dal ponderoso becco, per tenerlo allenato e affilato, rodono i posatoi in legno, che sarebbe bene sostituire ogni tanto

Il carattere di questo pappagallo è mansueto e fiducioso verso il proprietario.
Per comunicare il cacatua delle palme canta, stride, becca e si gonfia. In questo modo esprime sofferenza, gioia, necessità o altri stati d'animo.
Hanno bisogno di voliere di grandi dimensioni con un clima umido, e anche solo piccole variazioni di temperatura possono uccidere questo cacatua. Il tambureggiare con dei pezzi di legno è inusuale in cattività, presumibilmente poiché le gabbie sono troppo piccole per innescare questo comportamento territoriale.
Il maschio canta quando è aggressivo e per marcare il territorio da potenziali nemici (anche cacatua di diversa specie); stride quando è insoddisfatto o per esprimere dolore, quando si accoppia, per difendere il cibo, per "dialogare" con il proprio padrone o con un suo simile; becca, principalmente, quando vuole essere lasciato stare o quando vuole instaurare la propria supremazia territoriale.
In fase di aggressività, specialmente nel rapporto con altri maschi (e talvolta durante il pasto), il maschio si può gonfiare ed alzare la cresta, è considerato l'ultimo avviso prima dell'attacco.
Non comunica solo con la voce, ma anche con il becco, sfregandolo contro chi gli è vicino in segno di amicizia (la raggiunta amicizia fra due esemplari si ratifica con una sorta di bacio fra i rispettivi becchi); le femmine usano strofinare la cresta sul maschio o su altre femmine in segno di amicizia.
Quando è spaventato il maschio abbassa la cresta e le penne; solleva la coda in atto di concentrazione oppure comunica con un verso.
La coda ritta è anche indice di benessere, di piacere.
Ogni esemplare è capace di sviluppare nel corso dei suoi primi anni una vera e propria "personalità", facoltà che lo rende ancor più unico anche se il carattere può essere ereditario. Un addestramento “duro” potrebbe letteralmente spegnere il nostro uccello o confonderlo, rendendolo ribelle e ingestibile soprattutto per quei soggetti con caratteristiche di personalità non molto docili.
Questo tipo di pappagallo può essere attivo e rumoroso.
È possibile allevare dei pappagalli insieme, ma anche far convivere una femmina con prole con altri esemplari; in questo caso il pappagallo si prenderebbe cura dei pulcini insieme alla loro madre.
Il vasto territorio del pappagallo comprende tutta quella parte di mondo conosciuto a seguito di esplorazione. A seconda delle inclinazioni caratteriali, può esprimere maggiore o minore vocazione all'esplorazione, ma, una volta conosciuta una porzione di territorio, il pappagallo la marca con i suoi odori e la apprende come irrinunciabilmente sua; le stesse stanze di un appartamento, una volta note, divengono parte del suo territorio al quale si riserva di accedere a piacimento, irritandosi dinanzi alla famosa "porta chiusa".
Questo uccello ha bisogno di un vasto territorio da marcare con urli, canti e stimoli vari.
La memoria del territorio è costruita solo additivamente, nel senso che apprende di quanto venga "aggiunto" al territorio, ma non di quanto ne venga sottratto (anche da sé medesimo).

## Nutrizione

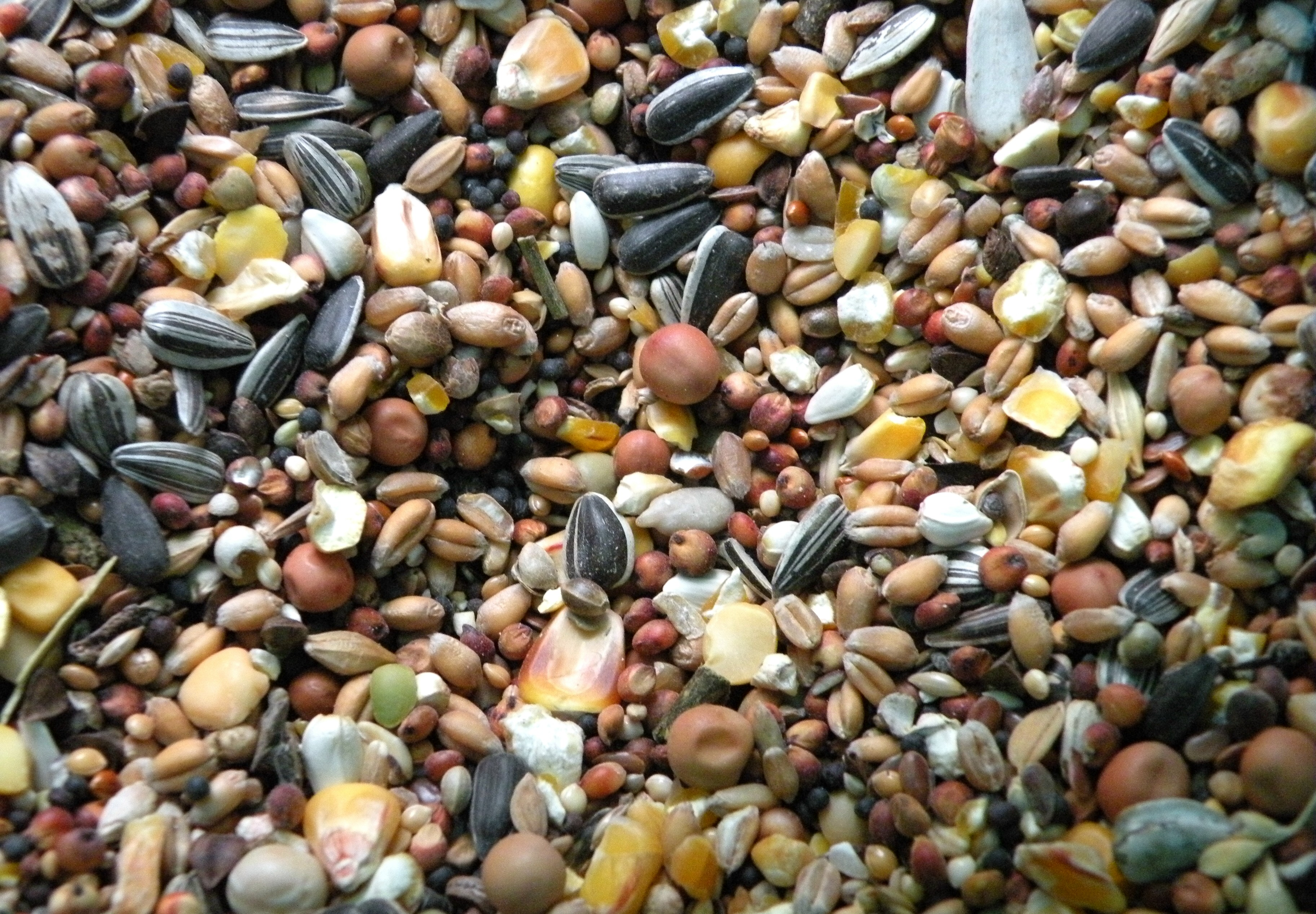
Mangime per pappagalli in cattività

Questo uccello si ciba prevalentemente di semi, frutta, bacche, germogli e noci di cocco che riesce ad aprire con il poderoso becco, ma a volte caccia insetti e le loro larve. Solitamente si ciba sugli alberi, ma scende anche a terra per cercare bacche e insetti.
I cacatua delle palme si nutrono soprattutto di frutti e semi, inclusi semi grandi e duri come noci. Sopra la volta della foresta si vedono volare soprattutto uccelli soli o in coppia, sebbene in alcune aree si incontrino piccoli stormi. Si radunano insieme nei luoghi dove possono mangiare l'argilla che gli serve per depurarsi. Il cacatua delle palme vive principalmente in stormi nelle palme e quando va nei depositi di argilla scava piccoli buchi, in cui immerge le zampe. Quando si ferisce, questo pappagallo spalma sulle abrasioni (in particolar modo delle zampe, quando litigano) della saliva e dell'argilla o, se non lo è, la spalma nelle penne per mangiarla in seguito.
Come frutta tropicale mangia, noci nei siti di alimentazione costieri, germogli di varie piante e semi trovati sul fertile suolo della foresta e nei frutti, contribuendo alla disseminazione fecale zoofila. Il suo alimento preferito erano i semi della palma Melia.
Si tratta di animali granivori e frugivori, che col grosso e robusto becco non avevano difficoltà nell'avere ragione anche dei semi più duri e dei gusci più coriacei. Secondo lo studio da un noto biologo nel 1915 raramente si cibava anche di gambi di fiore.
Vive in coppia o in piccoli stormi di una trentina d'individui al massimo.
Ciarliero e petulante, diventa, invece, silenzioso quando mangia. Questo uccello è di carattere veramente molto prudente.
Questi cacatua si nutrono anche di semi di Catappa terminalia, di viti e di ghiande di quercia d'argento. Riescono a rompere frutti duri come un ananas. I cacatua delle palme mangiano sia i semi che carne, che trovano sul terreno sotto forma di vermi.
I cacatua delle palme sono animali granivori e frugivori, nutrendosi principalmente di: frutta, bacche, noci, semi, fiori e germogli. Nel territorio occupato dalla foresta più fitta può avere accesso alle seguenti piante: la guara (Cupania cubensis), yamagua (Guarea trichilioides), malagueta (Xylopia aromatica), macurije (Matayba oppositifolia), mango (Mangifera indica) e yagruma (Cecropia peltata). Dove, invece, nell'ecosistema in cui prevalgono la savana e le palme si ciba, di Byrosonima wrightiana, di palma panciona (Colpothrinax wrightii), Miconia androsaemifolia e di Lyonia vaccinioides.
Essi foraggiano soprattutto nell'alto della foresta, ma possono anche mangiare sul suolo della foresta i frutti caduti ed i semi. Essi schiacciano i semi e frutti duri con le loro mandibole forti.

### Alimentazione in cattività

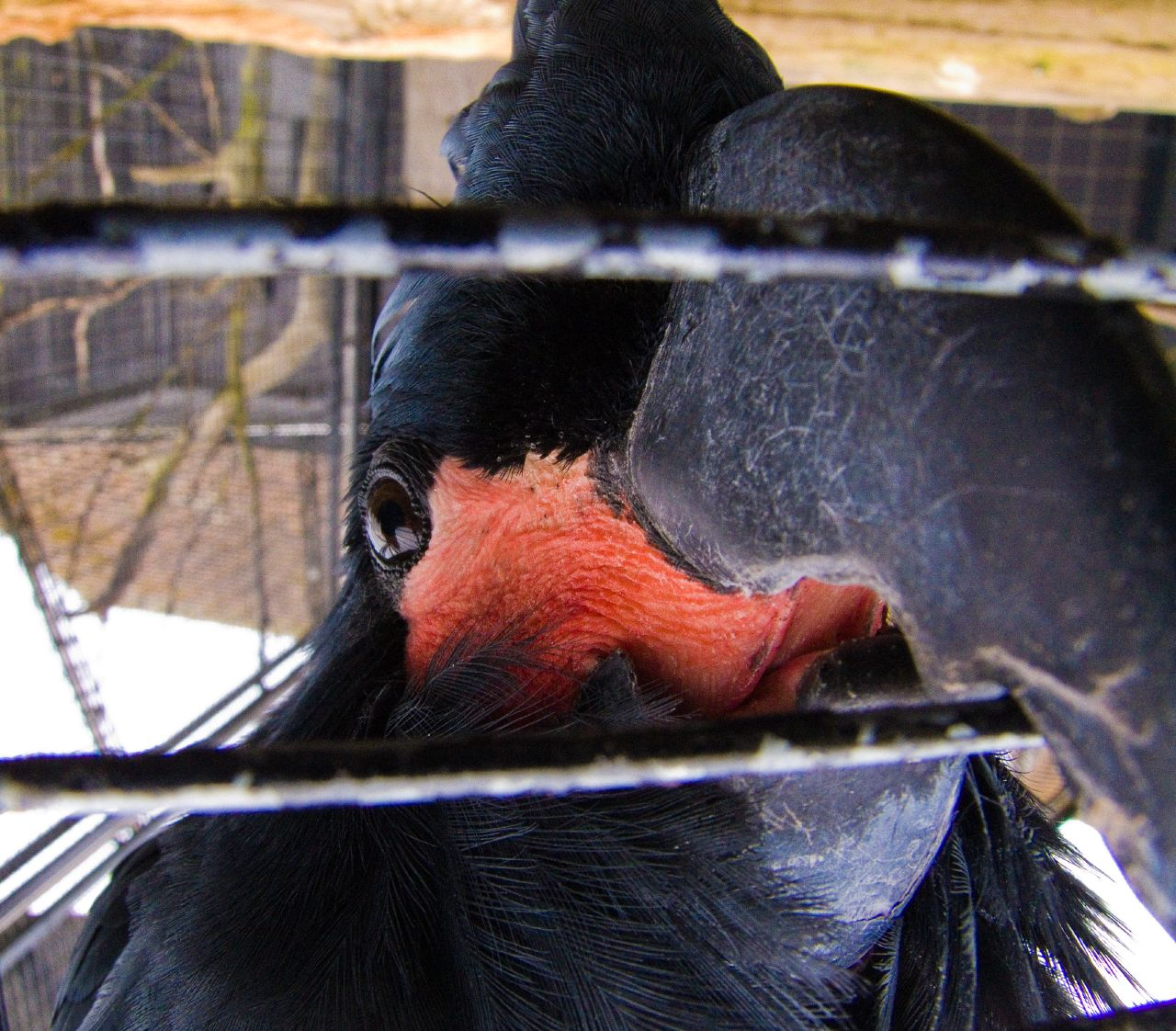
Il forte becco di questo cacatua è adibito alla rottura di semi durissimi

Il cacatua delle palme come ogni cacatua, è onnivoro ed è spesso nutrito con appositi mangimi confezionati completi di tutto in polvere, a pellet, in granuli, a sementi miste singole o con pellet e in pastiglie ma non bisognerebbe far mancare mai i seguenti alimenti:
- Semi: Grano, orzo, avena, girasole, soia, segale, mais, miglio e cereali in genere, sono ideali per fornire carboidrati.
- Frutta: Quasi tutta, in particolare uva, ciliegie, albicocche, mele, fragole, pere, prugne, noci e mandorle.
- Verdure: Tutti i tipi di insalate, carote, pomodori, zucche, pomodori, funghi, cicoria, spinaci, finocchi, erba cotta, melanzane, poche patate, rape, ravanelli, broccoli, foglie di cipolla, di aglio cipollino e piselli con baccello; anche la verdura cotta va bene. Ideali per fornire vitamine.
- Erbe: Tutte, sempre fresche, in particolare le erbe medicinali, planzano, ortica giovane, erba gallina, borsa del pastore e dente di leone.
- Bacche: More e lamponi.
- Uovo crudo: In un morbido pastoncino, ideale per fornire proteine e altre vitamine, che si trova in commercio (va bene anche quello dei canarini) da ammorbidire con mela o latte. Si consiglia di non usare mai pastoni coloranti di nessun tipo in quanto andrebbero nel sangue del pappagallo rovinandolo per sempre: oltre a non essere ammesso a nessuna mostra rischierebbe di morire dopo i due anni consecutivi al trattamento. Tutti questi alimenti devono essere forniti sconditi e a temperatura ambiente. Frutta e verdura devono essere sempre presenti e non molto maturi e, se si può, bisognerebbe dargli pure vermi e lombrichi. Anche gli insetti (mosche, ragni, moscerini) sono un ottimo alimento, in commercio si possono comprare già essiccati. Esistono casi di maschi che riescono a sopraffare rane. Per variare, a volte mangia cavallette o chiocciole.

Per i pulcini, in base all'età, vi sono mangimi a pellet piccolo, medio e grande.
È da ricordare che il cacatua delle palme sporca moltissimo quando mangia, disseminbando pezzi di alimenti per terra. Questo comportamento è dovuto al fatto che in natura questi uccelli sono adatti a spargere i semi delle piante al suolo.

## Riproduzione
La stagione degli amori varia con il clima locale, ma di solito è da agosto a gennaio. I nidi possono essere trovati in tutti i mesi dell'anno. Ma c'è una tendenza a riproduzione stagionale. Il picco della deposizione delle uova nel mese di agosto.
Maschio e femmina si fanno una splendida e chiassosa corte a vicenda. Entrambi sollevano la lunga cresta e aprono le ali, mentre lanciano il loro richiamo.  I loro nidi tendono ad essere di circa 1 m di profondità e 25 a 60 cm di diametro, sono rivestiti con un mucchio di rami rotti su cui poggia l'uovo
Anche se entrambi i genitori partecipano in incubazione, la femmina coverà l'uovo molto più del maschio. Le uova variano notevolmente in termini di forma e dimensione.
Quando questi pappagalli vivono in gruppo, avviene una sincronizzazione tra l'estro delle femmine del gruppo. Questo favorisce la sincronizzazione delle nascite e permette un allevamento in comune dei giovani. L'allevamento comunitario è importante dato che in caso di scomparsa di una delle madri, i pulcini orfani vengono allevati dalle altre femmine. Palpebre e apertura dell'orecchio sono inizialmente chiusi. Gli occhi si aprono dal diciassettesimo giorno di vita. L'uccello trascorrerà circa 80 giorni di vita del nido. È alimentato da entrambi i genitori per un periodo di tre-quattro mesi.
Prendono 100-110 giorni di tempo per volare, il più lungo periodo per l'involo di qualsiasi specie di pappagallo.
Anche se entrambi i genitori partecipano in incubazione, saranno le femmine ad incubare l'uovo rispetto ai maschi, che trascorrono il loro tempo alla ricerca di cibo. Dopo la schiusa, i pulcini vengono covati per lo più dalla femmina. I maschi possono covare anche i giovani pulcini, ma sono i principali responsabili per la ricerca di cibo. Dopo che il pulcino sarà fuori dal nido, entrambi i genitori gli forniranno cibo e protezione fino a quando non sarà totalmente indipendente.
I cacatua delle palme nidificano meglio nella savana piuttosto che nella foresta, perché è più facile trovare le cavità degli alberi e settori di indagine hanno mostrato che possono nidificare anche ad un'altezza tra i 6 a 37 metri. I nidi sono stati di solito trovati a 10-13 metri da terra. Il nido ha un diametro medio che va dai 25 ai 60 centimetri. Il Cacatua delle Palme è una delle poche specie pappagallo che portano il materiale per nido dall'esterno. Nella parte inferiore del nido si possono trovare diversi strati rami. Lo strato può, in casi estremi (solitamente quando il nido è molto profondo) essere spesso fino a due o tre metri. Non è chiaro il perché questi pappagalli costruiscano il nido principalmente con rami di palme. È possibile che questi rami consentano il drenaggio dell'acqua piovana, perché molti nidi sono protetti contro la penetrazione di acqua. Allo stesso tempo questo uccello vi aggiunge, nel corso della sua cova, molte parti verdi, per mantenere una giusta umidità nel nido e facilitare la schiusa delle uova.